# Fritz Müller (Gerechter unter den Völkern)
Fritz Müller war ein Wehrmacht-Soldat, der von der Gedenkstätte Yad Vashem als Gerechter unter den Völkern anerkannt wurde.
Während des Zweiten Weltkriegs war er in seiner Eigenschaft als Gärtner im polnischen Choroszcz bei Białystok auf einem landwirtschaftlichen Betrieb stationiert. Dort freundete er sich mit dem dort tätigen polnischen Juden Ignatz Buchholz an, der im Ghetto des nahegelegenen Bialystok lebte. Als Müller Kenntnis von der geplanten Auflösung des Ghettos bekam, warnte er seinen jüdischen Freund, versteckte ihn in dem landwirtschaftlichen Betrieb und gab gegenüber der Gestapo an, dass dieser zu den Partisanen geflohen sei. Er versorgte Buchholz in seinem Versteck einige Tage mit Essen und brachte ihn dann in seinem Auto zu Bekannten.
In Mönchengladbach wurde eine Straße nach Fritz Müller benannt, 1984 wurde er posthum als Gerechter unter den Völkern ausgezeichnet.
Fritz Müller hatte mit seiner Frau zwei Kinder.